# Norge i olympiska vinterspelen 1994
Norge i olympiska vinterspelen 1994.

## Medaljer

### Guld
- Alpin skidåkning
  - Herrarnas kombination: Lasse Kjus

- Backhoppning
  - Normalbacken: Espen Bredesen

- Freestyle
  - Damernas puckelpist: Stine Lise Hattestad

- Hastighetsåkning på skridskor
  - Herrarnas 1500 m: Johann Olav Koss
  - Herrarnas 5000 m: Johann Olav Koss
  - Herrarnas 10 000 m: Johann Olav Koss

- Längdskidåkning
  - Herrarnas 10 km: Bjørn Dæhlie
  - Herrarnas 15 km jaktstart: Bjørn Dæhlie

- Nordisk kombination
  - Individuella: Fred Børre Lundberg

### Silver
- Alpin skidåkning
  - Herrarnas kombination: Kjetil André Aamodt
  - Herrarnas störtlopp: Kjetil André Aamodt

- Backhoppning
  - Stora backen: Espen Bredesen
  - Normalbacken: Lasse Ottesen

- Hastighetsåkning på skridskor
  - Herrarnas 5000 m: Kjell Storelid
  - Herrarnas 10 000 m: Kjell Storelid

- Längdskidåkning
  - Herrarnas 30 km: Bjørn Dæhlie
  - Damernas 30 km: Marit Mikkelsplass
  - Herrarnas 4x10 km stafett: Sture Sivertsen, Vegard Ulvang, Thomas Alsgaard och Bjørn Dæhlie
  - Damernas 4 x 5 km stafett: Trude Dybendahl, Inger Helene Nybråten, Elin Nilsen och Anita Moen

- Nordisk kombination
  - 3 x 5 km stafett: Knut Tore Apeland, Bjarte Engen Vik och Fred Børre Lundberg

### Brons
- Alpin skidåkning
  - Herrarnas super-G: Kjetil André Aamodt
  - Herrarnas kombination: Harald Christian Strand Nilsen

- Freestyle
  - Damernas hopp: Hilde Synnøve Lid

- Längdskidåkning
  - Herrarnas 50 km: Sture Sivertsen

- Nordisk kombination
  - Individuella: Bjarte Engen Vik